# 伍挙
伍 挙（ご きょ、中国語: 伍舉）は、春秋時代の楚の政治家。即位して3年間、遊蕩を尽くしていた荘王に、謎かけを用いて諫言を行った人物として知られる。伍参の子。子に伍奢、孫に伍子胥。

## 鳴かず飛ばず
荘王は、即位して三年の間、政令も出さず日夜遊び暮らし「諫言をする者は殺す」と布告していた。伍挙は、鐘と太鼓の間に座り左に鄭姫を右に越女を抱いている荘王に「謎かけをしましょう。三年間、飛ばず鳴かずの鳥がいます。これはなんの鳥でしょうか？」と問いかけた。荘王は「三年飛ばない鳥は、飛べば天を衝くほど高く飛び、三年鳴かない鳥は、鳴けば人を驚かすだろう。挙よ退りなさい。私には（お前が言いたいことは）分かっている」と答えた。
荘王はのちに諫言を行った蘇従と伍挙を重用し、国政に用いた。